# Premi Laurence Olivier a la Millor Actriu de Musical
El Premi Laurence Olivier és un premi atorgat anualment per la Society of London Theatre en reconeixement dels èxits al teatre musical comercial britànic.. Van ser establerts com els Premis de la Society of West End Theatre el 1976, i rebatejats el 1984 en honor de l'actor britànic Lord Olivier. Són el premi teatral de més prestigi al Regne Unit, i són l'equivalent britànic als Premis Tony nord-americans.

## Guanyadores

### 1970
- 1979: Virginia McKenna – The King and I
  - Carol Channing – Hello, Dolly!
  - Antonia Ellis – Chicago
  - Liz Robertson – My Fair Lady

### 1980
| - 1980: Gemma Craven – They're Playing Our Song - Sheila Hancock – Sweeney Todd: The Demon Barber of Fleet Street - Julia McKenzie – On the Twentieth Century - Siân Phillips – Pal Joey - 1981: Carlin Glynn – The Best Little Whorehouse in Texas - Petula Clark – The Sound of Music - Patricia Hodge – The Mitford Girls - Sylvia Kumba Williams – One Mo' Time - 1982: Julia McKenzie – Guys and Dolls - Val McLane – Andy Capp - Imelda Staunton – The Beggar's Opera - Marti Webb – Song and Dance - 1983: Barbara Dickson – Blood Brothers - Ellen Greene – Little Shop of Horrors - Stephanie Lawrence – Marilyn - Sarah Payne – Singin' in the Rain - 1984: Natalia Makarova – On Your Toes - Julia Hills – The Hired Man - Clare Leach – 42nd Street - Sheila White – Little Me | - 1985: Patti LuPone – Les Misérables and The Cradle Will Rock - Betsy Brantley – Guys and Dolls - Carol Sloman – Lennon - Elisabeth Welch – Kern Goes to Hollywood - 1986: Lesley Mackie – Judy - Maureen Lipman – Wonderful Town - Elaine Paige – Chess - Angela Richards – Side by Side by Sondheim - 1987: Nichola McAuliffe – Kiss Me, Kate - Dee Dee Bridgewater – Lady Day - Julia McKenzie – Follies - Carol Woods – Blues in the Night - 1988: Patricia Routledge – Candide - Kiki Dee – Blood Brothers - Ann Miller – Sugar Babies - Imelda Staunton – The Wizard of Oz |

### 1990
| - 1989/1990: Lea Salonga – Miss Saigon - Patricia Hodge – Noel and Gertie - Judy Kuhn – Metropolis - Elaine Paige – Anything Goes - 1991: Imelda Staunton – Into the Woods - Sally Burgess – Show Boat - Maria Friedman – Sunday in the Park with George - Julia McKenzie – Into the Woods - 1992: Wilhelmenia Fernandez – Carmen Jones - Sharon Benson – Carmen Jones - Linzi Hateley – Joseph and the Amazing Technicolor Dreamcoat - Miriam Margolyes – Dickens' Women - 1993: Joanna Riding – Carousel - Kim Criswell – Annie Get Your Gun - Ruthie Henshall – Crazy for You - Kelly Hunter – The Blue Angel - 1994: Julia McKenzie – Sweeney Todd: The Demon Barber of Fleet Street - Haydn Gwynne – City of Angels - Patti LuPone – Sunset Boulevard - Elaine Paige – Piaf | - 1995: Ruthie Henshall – She Loves Me - Betty Buckley – Sunset Boulevard - Sally Dexter – Oliver! - 1996: Judi Dench – A Little Night Music - Elizabeth Mansfield – Marie - Caroline O'Connor – Mack & Mabel - Elaine Paige – Sunset Boulevard - 1997: Maria Friedman – Passion - B J Crosby – Smokey Joe's Café: The Songs of Lieber and Stoller - Joanna Riding – Guys and Dolls - Imelda Staunton – Guys and Dolls - 1998: Ute Lemper – Chicago - Maria Friedman – Lady in the Dark - Ruthie Henshall – Chicago - Siân Phillips – Marlene - 1999: Sophie Thompson – Into the Woods - Krysten Cummings – Rent - Maria Friedman – Chicago - Josefina Gabrielle – Oklahoma! |

### 2000
| - 2000: Barbara Dickson – Spend Spend Spend - Josette Bushell-Mingo – The Lion King - Rachel Leskovac – Spend Spend Spend - Siobhan McCarthy – Mamma Mia! - 2001: Samantha Spiro – Merrily We Roll Along - Nicola Hughes – Fosse - Joanna Riding – The Witches of Eastwick - Josie Walker – The Beautiful Game - 2002: Martine McCutcheon – My Fair Lady - Barbara Cook – Barbara Cook Sings Mostly Sondheim - Ruthie Henshall – Peggy Sue Got Married - Marin Mazzie – Kiss Me, Kate - 2003: Joanna Riding – My Fair Lady - Janie Dee – My One and Only - Elaine Stritch – Elaine Stritch at Liberty - Sarah Wildor – Contact - 2004: Maria Friedman – Ragtime - Amanda Holden – Thoroughly Modern Millie - Alison Jiear – Jerry Springer: The Opera - Maureen Lipman – Thoroughly Modern Millie | - 2005: Laura Michelle Kelly – Mary Poppins - Maria Friedman – The Woman in White - Leigh Zimmerman – The Producers - 2006: Jane Krakowski – Guys and Dolls - Jenna Russell – Guys and Dolls - Haydn Gwynne – Billy Elliot the Musical - Julie Walters – Acorn Antiques: The Musical! - 2007: Jenna Russell – Sunday in the Park with George - Nicola Hughes – Porgy and Bess - Tonya Pinkins – Caroline, or Change - Elena Roger – Evita - Hannah Waddingham – Spamalot - 2008: Leanne Jones – Hairspray - Lara Pulver – Parade - Sheridan Smith – Little Shop of Horrors - Summer Strallen – The Drowsy Chaperone - 2009: Elena Roger - Piaf - Sofia Escobar – West Side Story - Kathryn Evans – Sunset Boulevard - Ruthie Henshall – Marguerite - Emma Williams – Zorro |

### 2010
- 2010: Samantha Spiro – Hello, Dolly!
  - Melanie Chisholm – Blood Brothers
  - Patina Miller – Sister Act
  - Hannah Waddingham – A Little Night Music
  - Charlotte Wakefield – Spring Awakening

- 2011: Sheridan Smith – Legally Blonde
  - Elena Roger – Passion
  - Emma Williams – Love Story
  - Sierra Boggess – Love Never Dies

- 2012: The Matildas (Cleo Demetriou, Kerry Ingram, Sophia Kiely, Eleanor Worthington Cox) – Matilda the Musical
  - Kate Fleetwood – London Road
  - Sarah Lancashire – Betty Blue Eyes
  - Scarlett Strallen – Singin' in the Rain

- 2013: Imelda Staunton – Sweeney Todd com Mrs. Lovett
  - Heather Headley – The Bodyguard com Rachel Marron
  - Summer Strallen – Top Hat com Dale Tremont
  - Hannah Waddingham – Kiss Me, Kate com Lilli Vanessi